# وان بانسبور
وان بانسبور (انگلیسی: Vagn Bangsborg؛ زادهٔ ۲۸ مهٔ ۱۹۳۶) دوچرخه‌سوار اهل دانمارک است.